# Alternaria nelumbii
Alternaria nelumbii är en svampart som beskrevs av Enlows & F.V. Rand 1921. Alternaria nelumbii ingår i släktet Alternaria och familjen Pleosporaceae.   Inga underarter finns listade i Catalogue of Life.